# داني فورست
داني فورست (بالإنجليزية: Danny Forrest)‏ (23 أكتوبر 1984 في المملكة المتحدة - ) هو لاعب كرة قدم بريطاني في مركز جناح ‏. لعب مع برادفورد سيتي ونادي كرولي تاون ونادي هاروجيت تاون ونادي غاينسبورو ترينيتي ونادي هاليفاكس تاون وHucknall Town F.C. ‏ ونادي بارو ونادي جيزيلي ‏ ونادي برادفورد بارك أفنيو.

## وصلات خارجية
- داني فورست على موقع قاعدة بيانات كرة القدم.إي يو (الإنجليزية)